# Powiat Ueckermünde (1818–1950)

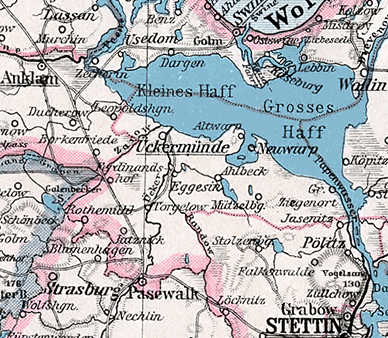
Powiat Ueckermünde w 1905 roku

Powiat Ueckermünde (niem. Landkreis Ueckermünde, Kreis Ueckermünde; pol. powiat wkryujski) – dawny pruski/niemiecki powiat istniejący w latach 1818–1950. Stolica powiatu znajdowała się w Ueckermünde. Należał do rejencji szczecińskiej, w prowincji Pomorze. Teren dawnego powiatu leży obecnie w Niemczech, w kraju związkowym Meklemburgia-Pomorze Przednie, w powiecie Vorpommern-Greifswald oraz Polsce, w województwie zachodniopomorskim.
W 1945 roku Polsce przypadła wschodnia część powiatu Ueckermünde z m.in. miejscowościami Neuwarp (Nowe Warpno) i Ziegenort (Trzebież). Siedziba powiatu – Ueckermünde znalazła się po zachodniej stronie granicy, w Niemczech. W polskiej części dawnego powiatu Ueckermünde utworzono powiat wielecki ze stolicą w Nowym Warpnie, który w 1946 roku przyłączono do powiatu szczecińskiego w nowo utworzonym w 1946 r. województwie szczecińskim.